# Montceaux-lès-Meaux
Montceaux-lès-Meaux é uma comuna francesa localizada na região administrativa da Île-de-France, no departamento Sena e Marne. A comuna possui 532 habitantes segundo o censo de 1990.